# Nicolás Goldbart
Nicolás Goldbart és un director, guionista i editor de cinema argentí. Va debutar com a director amb la pel·lícula Fase 7 (2011), escrita per ell mateix i amb la qual va guanyar el premi al millor guió al XLIII Festival Internacional de Cinema Fantàstic de Catalunya. També va dirigir la sèrie de televisió Jorge, escrita per Malena Pichot i protagonitzada per Santiago Gobernori, Javier Drolas, Nicolas García, Esther Goris i la mateixa Pichot. Ha realitzat el muntatge de pel·lícules com El bonaerense (2002), El fondo del mar (2003), El custodio (2006) i Los paranoicos (2008).

## Filmografia
Com a muntador
- Derecho viejo (curtmetratge, 1998)
- Mundo grúa (1999)
- Bonanza (En vías de extinción) (documental, 2001)
- Modelo 73 (2001)
- Naikor, la estación de servicio (documental, 2001)
- El séptimo día (curtmetratge, 2001)
- El descanso (2002)
- El bonaerense (2002)
- Kill (curtmetratge, 2002)
- Hoy y mañana (2003)
- El fondo del mar (2003)
- Familia rodante (2004)
- Historias breves IV: Más quel mundo (curtmetratge, 2004)
- Sofacama (2006)
- El custodio (2006)
- Cara de queso 'mi primer ghetto' (2006) (supervisió de muntatge)
- La señal (sense acreditar)
- Los paranoicos (2008)
- Un Burma blanco (2008)
- Fase 7 (2011) (escriptor i director)[3]
- Ulises (2011)
- Dulce de leche (2011)
- La araña vampiro (2012)
- Amor a mares (2012)
- Terror 5 (2016)
- La cordillera (2017)